# Činžovní dům Pařížská 17
Činžovní dům Pařížská 17 je eklektická budova postavená v roce 1907 v Pařížské (tehdy Mikulášské) ulici v Praze na Josefově.

## Historie
Dům byl postaven v návaznosti na pražskou asanaci v roce 1907 a nese znaky jak tehdy již doznívajícího historismu, tak nastupující secese.

## Architektura
Autory domu byli architekti Richard Klenka a František Weyr. Stavba stojí na přibližně obdélníkovém půdorysu na nároží ulic Pařížská a Červená a je pětipatrová. Honosnější je fasáda orientovaná do Pařížské: je členěna dvěma rizality a na pravé straně zakončena věží. Zajímavý je také vstup s bohatě dekorovanou mříží a nikami se štukovými vázami.
V domě se dochovalo množství původních umělecko-řemeslných prvků, např. bohatě zdobené dlažby nebo truhlářské prvky oken a dveří včetně kování. Využití domu, tj. parter pro obchodní účely a patra pro účely bydlení, je v podstatě po celou historii domu až do současnosti totožné.
Architekti z okruhu Jana Kotěry dům v době jeho stavby kritizovali a jeho architekty obvinili, že zcela rezignovali na architektonickou modernu a navrhují nevkusné eklektické budovy. V současné době je budova ceněna především pro zajímavé detaily a kvalitně provedené umělecké řemeslo.